# Bedes
Bedes (en llatí Bedas, en grec antic Βοίδας) fou un escultor grec, fill i deixeble de Lísip de Sició i germà dels també escultors Daip i Eutícrates.
Plini el Vell, a la Naturalis Historia, menciona d'ell una escultura d'un jove pregant, de la qual probablement hi ha una còpia molt ben feta al Museu de Berlín.